# Ректанова
Ректанова — деревня в Кудымкарском районе Пермского края. Входит в состав Егвинского сельского поселения. Располагается на левом берегу Егвы севернее от города Кудымкара. Расстояние до районного центра составляет 14 км. По данным Всероссийской переписи населения 2010 года, в деревне проживал 1 человек (1 мужчина и 0 женщин).

## История
По данным на 1 июля 1963 года, в деревне проживало 73 человека. Населённый пункт входил в состав Алековского сельсовета.